# Coenotephria tenuifasciata
Coenotephria tenuifasciata är en fjärilsart som beskrevs av Höfner. Coenotephria tenuifasciata ingår i släktet Coenotephria och familjen mätare. Inga underarter finns listade i Catalogue of Life.